# Hedyotis cheniana
Hedyotis cheniana là một loài thực vật có hoa trong họ Thiến thảo. Loài này được R.J.Wang mô tả khoa học đầu tiên năm 2008.